# Malijiwka (obwód charkowski)
Malijiwka (ukr. Маліївка) – wieś na Ukrainie, w obwodzie charkowskim, w rejonie iziumskim. W 2001 liczyła 217 mieszkańców, spośród których 209 posługiwało się językiem ukraińskim, a 8 rosyjskim.